# جيريمياه أونيل
جيريمياه أونيل (بالإنجليزية: Jeremiah O'Neil)‏ هو صحفي ومحامي ومُحرِّر وقاضي وسياسي أمريكي، ولد في 13 يناير 1866، وتوفي في 19 نوفمبر 1947. حزبياً، نشط في الحزب الديمقراطي. وقد انتخب عضو جمعية ولاية ويسكونسن.